# Abraham González (militar)
Abraham González (Concepción de la Sierra, Misiones, Imperio Español, 1782 - Buenos Aires, Argentina, ca. 1838) fue un militar argentino, que participó en la guerra de independencia y en las guerras civiles de su país y fue gobernador de la provincia de Tucumán.

## Biografía
En su juventud vivió en la Banda Oriental y se enroló en las milicias que se unieron a José Artigas en el alzamiento patriota de 1811. Luchó en la batalla de Las Piedras y en la de Cerrito, formando parte de las divisiones que tomaron la ciudad de Montevideo en 1814.
Fue enviado al Ejército del Norte y participó en la campaña de José Rondeau al Alto Perú, luchando en el desastre de Sipe Sipe. Permaneció el resto de esa década en la ciudad de Tucumán, como miembro de la pequeña guarnición que quedaba del Ejército del Norte, bajo el mando del coronel Domingo Arévalo. 
A mediados de noviembre de 1819, junto a otros dos oficiales, arrestaron al gobernador, al coronel Arévalo y al general Manuel Belgrano, convocando a continuación un cabildo abierto. Éste nombró gobernador a Bernabé Aráoz, separando la provincia de la obediencia del Directorio y proclamando la "República de Tucumán". El nuevo gobernador lo ascendió al grado de teniente coronel.
En marzo de 1821 estalló la guerra entre la provincia de Salta y la de Tucumán, y fuerzas al mando del tucumano Alejandro Heredia invadieron la provincia, enviadas por Martín Miguel de Güemes. Aráoz lo puso al frente de su ejército, que derrotó a los salteños en Rincón de Marlopa, dos leguas al sur de Tucumán, el 3 de abril. Su jefe de Estado Mayor, el salteño Manuel Arias, dirigió a la infantería y la carga de la división de caballería a cargo de González terminó de decidir la victoria. Tras esta acción fue ascendido a general.
A finales de agosto, González al frente de grupos de descontentos en el ejército se alió con el caudillo santiagueño Juan Felipe Ibarra. Depuso al gobernador Aráoz, con la excusa de que no ayudaba en la guerra de la independencia y por no haber enviado un diputado al congreso de Córdoba. Fue nombrado gobernador el 29 de agosto de 1821 y nombró como su ministro al doctor José Mariano Serrano. Lo primero que hizo fue declarar extinguida la república, algo ya inevitable, porque se acababa de separar también la provincia de Catamarca.
Su gobierno se limitó a tomar medidas que lo mantuvieran en paz con sus vecinos. Sus enemigos, los aliados de Aráoz, entre ellos Gerónimo Zelarayán —muerto en el intento— y Javier López, lo derrocaron el 10 de enero de 1822, nombrando en su lugar a Diego Aráoz, pariente de Bernabé y suegro de López.
González fue enviado prisionero hasta Córdoba, donde fue puesto en libertad. Desapareció completamente de la escena pública y pasó el resto de su vida trabajando en el campo en la provincia de Buenos Aires, al amparo de su hermano, el coronel Bernardo González, muy allegado a Juan Manuel de Rosas.